# Ямниця (Превалє)
Ямниця (словен. Jamnica) — поселення в общині Превалє, Регіон Корошка, Словенія. Висота над рівнем моря: 785,7 м.